# フタオチョウ
フタオチョウ（双尾蝶、 Polyura eudamippus）は、チョウ目（鱗翅目）アゲハチョウ上科タテハチョウ科フタオチョウ亜科に属するチョウの一種。

## 概要
アジアの熱帯・亜熱帯に生息する大型のタテハチョウの仲間。11亜種に分けられ、琉球に固有亜種（P. e. weismanni）が生息する。ユーラシア大陸と陸続きであった時代に当時亜熱帯気候であった沖縄まで分布を広げ定着したものと考えられている。
近年は琉球亜種を独立種とする見解も出されているが、ここでは亜種として扱う。また、Polyura属をCharaxes属の亜属とする見解もあるが、従来通り属として扱う。
翅表は黒地で白色の大きな斑紋があり、翅裏は黒い部分が黄褐色になり、白色部が広い。翅の模様は雌雄でほぼ同じで性的二型は示さないが、メスの翅の方がやや広い。原名亜種はかなり大きく翅表の白色部も広く、見ためはかなり異なる。尾状突起を2本持つタテハは日本では唯一であり、この突起が和名のフタオの由来である。幼虫の頭部に1齢のときから4本の角があるのも特徴。琉球亜種の幼虫の身体背面は一様に緑色だが、台湾亜種では腹部第3節と第5節の背に灰色の紋がある。

## 生態
琉球亜種では、年3化性で、成虫は春から発生し9月ごろまで見られる。越冬態は蛹。成虫は樹液を好み、低地 - 低山地の林縁などをすばやく飛ぶ。♂は枝先の葉上にとまり、いわゆるナワバリ行動をとる。基本的に二次林を住みかとしており、都市部にはいない。
幼虫の食樹はクロウメモドキ科のヤエヤマネコノチチ・ニレ科のクワノハエノキ。食樹の葉の表面に糸を張って台座を作り、日中は頭を上に向けて静止している。終齢（5齢）幼虫は7 cm近くになる。
台湾亜種は、台湾全島に広く分布し、平地から低山地に多い。成虫は5月から11月まで記録があり、蛹で越冬する。幼虫の食樹はマメ科のムラサキナツフジやタマザキゴウカン。卵は葉の表面に1個ずつ産み付けられる。幼虫は琉球亜種同様、葉の表面に台座を作って静止し、摂食するときには別の葉に移動して食べ、終わると台座に戻る。刺激を受けると胸部と尾部を離して反らせる威嚇姿勢をとる。

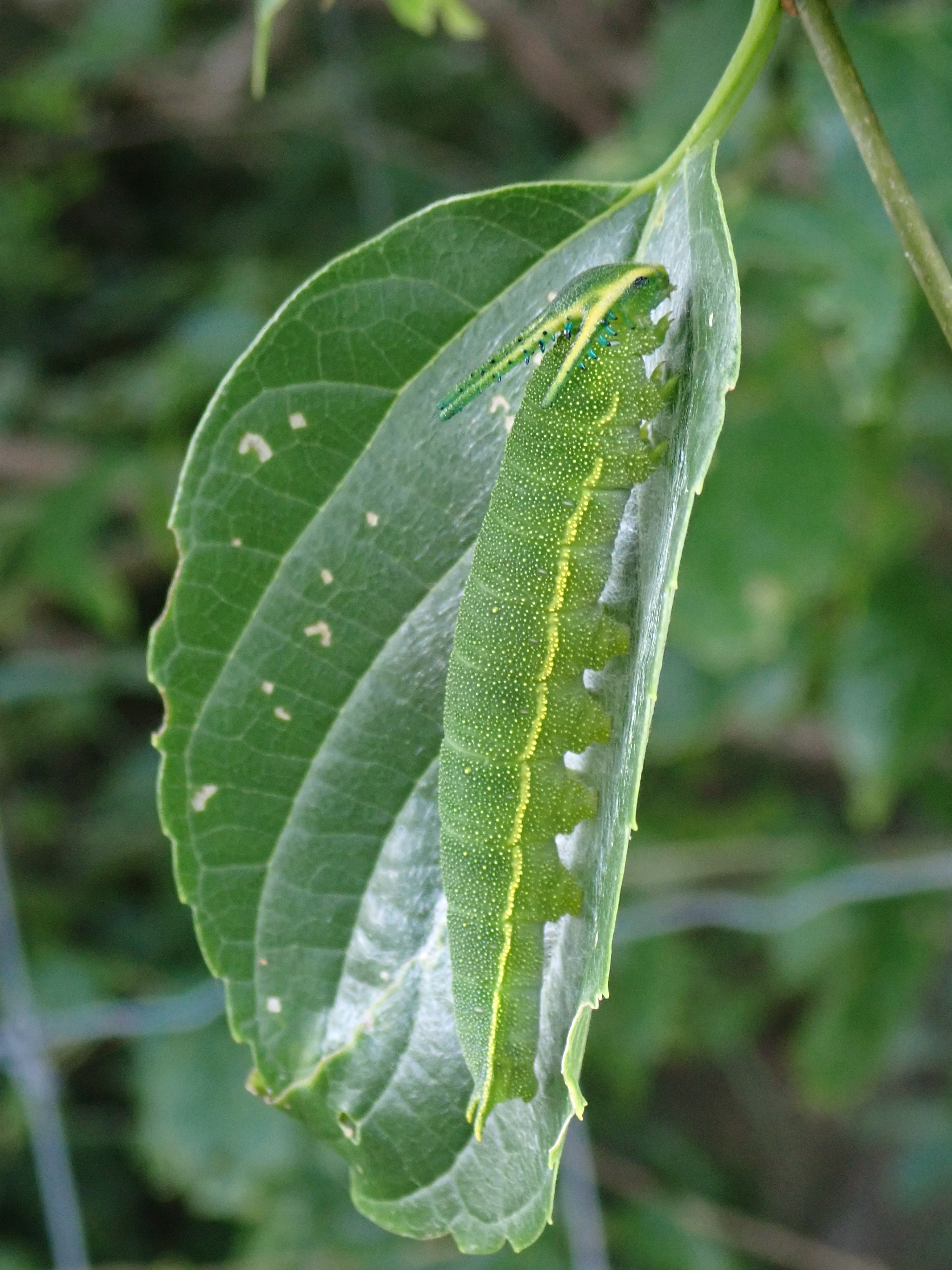
幼虫
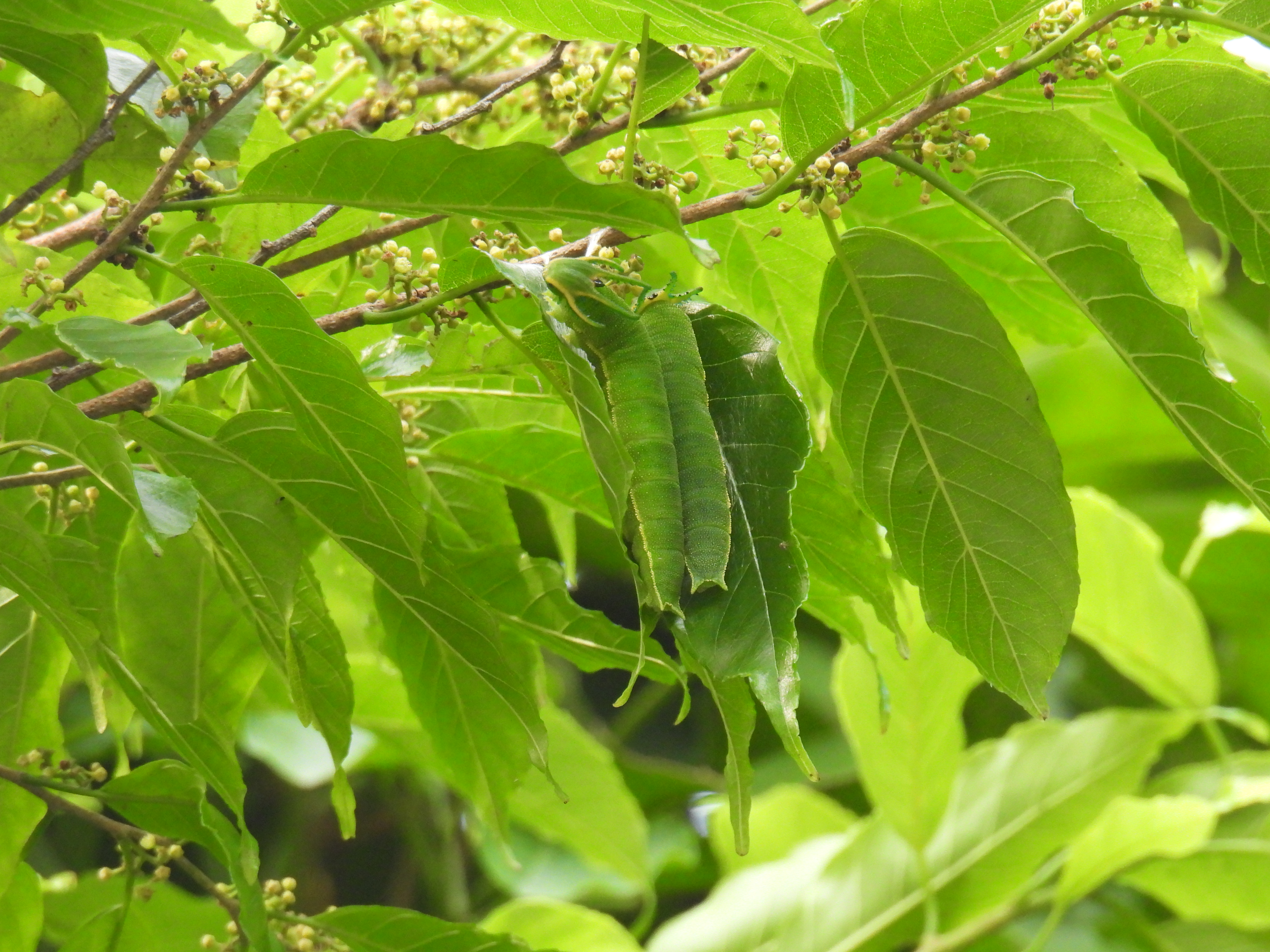
幼虫 台座の取り合い
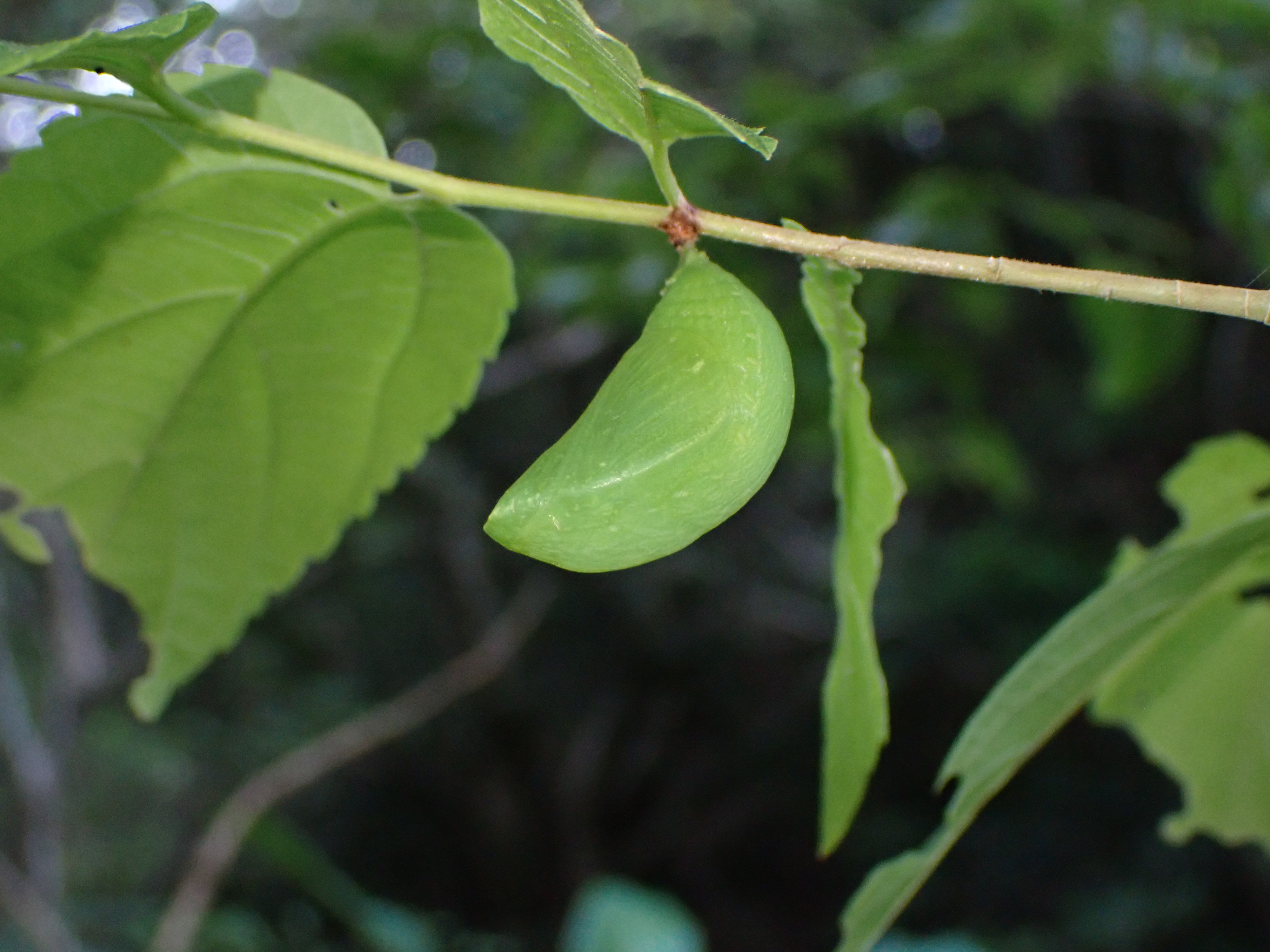
蛹

## 分布
種の分布はヒマラヤから中国広東省、インドシナ半島、マレー半島、海南島、台湾、琉球。
琉球亜種は沖縄本島全域と古宇利島、瀬底島、奄美大島、徳之島に分布。
沖縄島での分布は、かつては北部のやんばる地域に限られていたが、1980年代から1990年代にかけて、本島中部から南部に次第に広がり、2020年には那覇市でも生息が確認された。
奄美大島では2017年に島の北部で確認された。2023年現在では大島ほぼ全域に生息する。2023年には徳之島でも分布が確認された。

## 保全状態評価
フタオチョウ日本産亜種 Polyura eudamippus weismanni
- 準絶滅危惧（NT）（環境省レッドリスト）

沖縄県では天然記念物に指定（1969年8月から）しており、採集は禁じられている。